# Hassan Rohani
Hassan Rohani (of: Rouhani) (Perzisch: حسن روحانی) (Sorkheh, 12 november 1948) was van 3 augustus 2013 tot 3 augustus 2021 president van Iran.

## Biografie

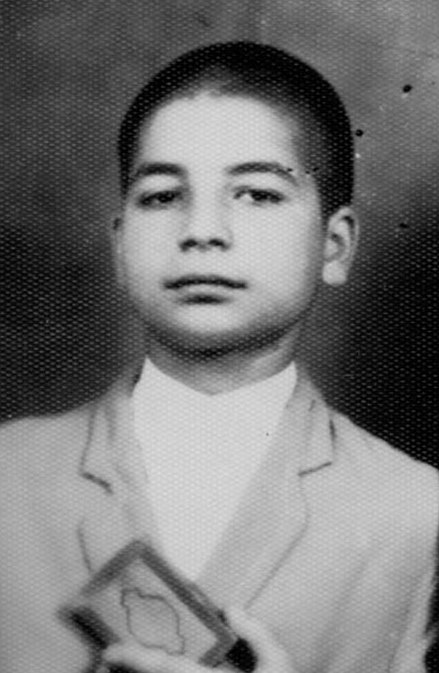
Hassan Rohani als tiener

Hassan Rohani werd op 12 november 1948 in Sorkheh, nabij Semnan, geboren als Hassan Fereydoun. Zijn vader, Haj Asadollah Fereydoun (overleden in 2011), had een kruidenwinkel in Sorkheh en zijn moeder (overleden in 2015) was een huisvrouw. Hij groeide op in een religieus gezin en heeft een jongere broer, Hossein Fereydoun, en drie zussen. Zijn vader Asadollah Fereydoun verzette zich tegen Mohammad Reza Pahlavi, de sjah van Iran, en werd in de periode 1962 tot 1979, vóór de Iraanse revolutie, meer dan twintig keer gearresteerd. 
Rohani begon zijn religieuze studies in 1960, eerst aan het Seminarie van Semnan, voordat hij doorstroomde naar het Seminarie van Qom in 1961.  Hij volgde lessen die werden gegeven door vooraanstaande geleerden uit die tijd, onder wie Mostafa Mohaghegh Damad, Mohammad-Reza Golpaygani en Mohammad Shahabadi.
In 1973 trad Rohani in militaire dienst in de stad Nishapur.

## Politieke carrière

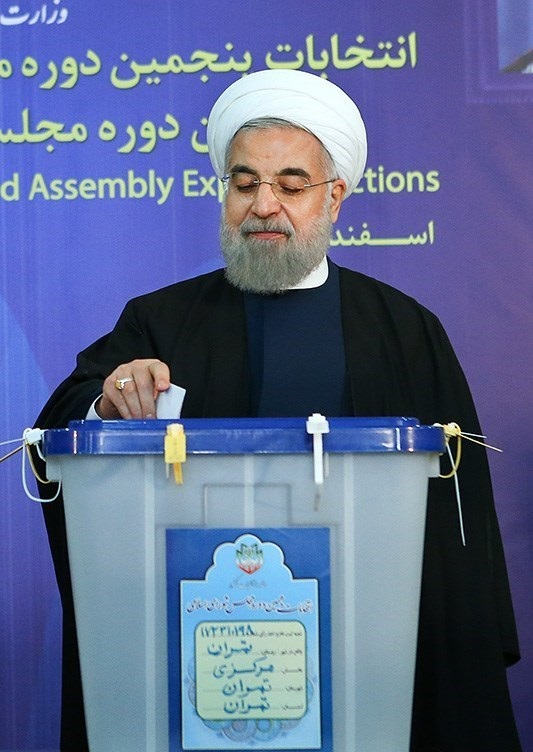
Rohani bij de Iraanse parlementsverkiezingen van 2016

Rohani studeerde in de stad Qom en promoveerde in 1999 in de rechten aan de Glasgow Caledonian University in Schotland. Na de revolutie van 1979 was hij vicevoorzitter van het parlement en lid van de defensieraad tijdens de oorlog met Irak. 
Hij kreeg tijdens de presidentsverkiezingen op 14 juni 2013 in de eerste kiesronde 50,7% van de stemmen achter zich en versloeg daarmee de vijf andere kandidaten. Dankzij de absolute meerderheid was een tweede kiesronde niet nodig.
Bij zijn aantreden liet hij geluiden horen die werden opgevat als verzoenend tegenover de westerse landen. Onder meer zei hij te zoeken naar constructieve gesprekken wat betreft het nucleair programma van Iran, iets waar zijn voorganger Mahmoud Ahmadinejad juist een strijdpunt van had gemaakt. Het streven naar een mogelijk akkoord over het nucleaire programma van Iran leidde op 28 september 2013 zelfs tot een telefonisch gesprek met de Amerikaanse president Obama. Dit was voor het eerst sinds de Islamitische Revolutie van 1979 dat een Amerikaanse president direct contact had met een Iraanse president. Rohani neemt ook zelf deel aan internationale onderhandelingen over het atoomprogramma.
Ook heeft Rohani onder meer gezegd werk te willen maken van een betere positie van vrouwen in zijn land.
In oktober 2013 besloot Iran de jaarlijkse anti-Israëlconferentie te schrappen, die door Ahmadinejad in het leven was geroepen. Het Iraanse ministerie van Buitenlandse Zaken verklaarde de conferentie te zien als een ondermijning van het beleid van internationale toenadering van de regering-Rohani.
In juli 2015 bereikte de regering-Rohani met de vijf permanente leden van de Veiligheidsraad plus Duitsland een akkoord over de beperking van het nucleaire programma van Iran. Hierover was enkele jaren onderhandeld. In ruil werden de economische sancties tegen het land opgeheven. De bevolking van Teheran vierde feest na het bekend worden van de deal.
In februari 2016 werd Rohani gekozen in de Raad van Experts. Zijn politieke vrienden behaalden in het district Teheran bijna alle zetels in het parlement en in de Raad van Experts.
Op 19 mei 2017 won Rohani opnieuw de presidentsverkiezingen. Hij werd herkozen met bijna 23 van de 40 miljoen stemmen terwijl zijn rivaal, de ultraconservatieve Ebrahim Raisi, 15,5 miljoen stemmen verzamelde. Met het behalen van meer dan 50% van de stemmen was een tweede stemronde niet nodig, waarmee Rohani zijn tweede termijn inging. De opkomst lag met 70% boven de verwachtingen. Vier jaar later, bij de presidentsverkiezingen van 2021, mocht Rohani zich na twee ambtstermijnen niet nogmaals verkiesbaar stellen als president. Ebrahim Raisi wist de verkiezingen ditmaal wel te winnen en volgde Rohani op 3 augustus van dat jaar op.

## Privéleven
In 1968 trad de 20-jarige Rohani in een gearrangeerd huwelijk met zijn 14-jarige nicht Sahebeh Rohani. Het echtpaar kreeg vijf kinderen: drie dochters en twee zonen, van wie de oudste in 1992 stierf. 
- Bibsys: 1459181431534
- Bibliothèque nationale de France: cb17014780q (data)
- Gemeinsame Normdatei: 1035777037
- International Standard Name Identifier: 0000 0000 3616 7989
- Library of Congress Control Number: n2007031479
- Nationale Bibliotheek van Israël: 987007576103405171
- Nationale Bibliotheek van Polen: a0000002736979
- Nederlandse Thesaurus van Auteursnamen: 374637547
- Système universitaire de documentation: 172542081
- Virtual International Authority File: 53599715
- WorldCat: E39PBJdRvpYGyKWMtJP4tJJCcP

Abolhassan Bani Sadr · Mohammad Ali Rajai · Ali Khamenei · Ali Akbar Hashemi Rafsanjani · Mohammad Khatami · Mahmoud Ahmadinejad · Hassan Rohani · Ebrahim Raisi · Masoud Pezeshkian